# I Wanna Thank Me
Albums de Snoop Dogg
Bible of Love
(2018) From tha Streets 2 tha Suites
(2021)
Singles
1. I Wanna Thank Me
Sortie : 3 juillet 2019

I Wanna Thank Me est le 17e album studio du rappeur américain Snoop Dogg, sorti en 2019.

## Historique
Le 27 mars 2019, Snoop Dogg annonce sur son compte Instagram qu'il va sortir un nouvel album en mai. La sortie est finalement repoussée au 16 août 2019.

## Singles
Le premier single est le morceau-titre I Wanna Thank Me et est publié en juillet 2019.

## Critiques
On peut lire sur le site de la radio française Mouv' : « On est particulièrement séduit par la qualité de ce nouvel album. Snoop semble en accord avec lui-même et racines west coast et G-Funk. Beats laid back, basses bien rondes ou élastiques, on navigue avec plaisir sur les ondes délivrées par Snoop. Le rappeur en profite pour revenir sur sa vie et son œuvre comme sur l'émouvant Let Bygones Be Bygones sur lequel il rend hommage à Suge Knight, Dr. Dre mais aussi quelques disparus comme Nate Dogg ».
Pour Taman Pembelly des Inrockuptibles, il s'agit d'« un autre album de qualité que nous propose Snoop Dogg ».

## Liste des titres
| 1.    | What U Talkin' Bout                                                 | - Calvin Broadus Jr. - Charles Dunlap                                                   | Dunlap Exclusive | 2:43 |
| 2.    | So Misinformed (featuring Slick Rick)                               | - Broadus Jr. - Kevin Gilliam - Richard Walters                                         | DJ Battlecat     | 3:52 |
| 3.    | Let Bygones Be Bygones                                              | - Broadus Jr. - Gilliam                                                                 | DJ Battlecat     | 3:05 |
| 4.    | One Blood, One Cuzz (featuring DJ Battlecat)                        | - Broadus Jr. - Gilliam                                                                 | DJ Battlecat     | 3:53 |
| 5.    | Countdown (featuring Swizz Beatz)                                   | - Broadus Jr. - Kasseem Dean                                                            | Swizz Beatz      | 2:19 |
| 6.    | I C Your Bullshit                                                   | - Broadus Jr. - Bill Laswell - Martin - Herbie Hancock - James Green - Michael Beinhorn | Vangogh          | 3:47 |
| 7.    | Turn Me On (featuring Chris Brown)                                  | - Broadus Jr. - Christopher Brown - Phalon Alexander                                    | Jazze Pha        | 3:18 |
| 8.    | Blue Face Hunnids (featuring YG & Mustard)                          | - Broadus Jr. - Keanon Jackson - Dijon McFarlane                                        | Mustard          | 3:17 |
| 9.    | New Booty                                                           | - Broadus Jr. - Gillman                                                                 | DJ Battlecat     | 3:01 |
| 10.   | Take Me Away (featuring Russ & Wiz Khalifa)                         | - Broadus Jr. - Russell Vitale - Cameron Thomaz                                         | Russ             | 3:56 |
| 11.   | Do It When I'm in It (featuring Jermaine Dupri, Ozuna & Slim Jxmmi) | - Broadus Jr. - Jermaine Mauldin - Juan Rosado - Aaquil Brown                           | Jermaine Dupri   | 3:54 |
| 12.   | First Place (featuring Tdot Illdude)                                | - Broadus Jr. - Thomas Goodwin - James D'Agostino                                       | DJ Green Lantern | 3:38 |
| 13.   | Focused                                                             | Broadus Jr.                                                                             | Vangogh          | 2:43 |
| 14.   | Rise to the Top (featuring Swizz Beatz & Trey Songz)                | - Broadus Jr. - Dean - Tremaine Neverson                                                | Swizz Beatz      | 4:32 |
| 15.   | Wintertime in June (featuring Nate Dogg)                            | - Broadus Jr. - Nathaniel Hale - James Fauntleroy - Farid Nassar                        | Fredwreck        | 4:58 |
| 16.   | Doo Wop Thank Me (featuring The HamilTones)                         | - Broadus Jr. - Tony Lelo - Corey Williams II - J.Vito                                  |                  | 0:59 |
| 17.   | Main Phone (featuring Stressmatic & Rick Rock)                      | - Broadus Jr. - Thomas Jackson - Ricardo Thomas                                         | Rick Rock        | 3:41 |
| 18.   | Do You Like I Do (featuring Lil Duval)                              | - Broadus Jr. - Roland Powell - Priest Brooks                                           | Soopafly         | 3:58 |
| 19.   | I've Been Looking for You (featuring Eric Jaye)                     | - Broadus Jr. - Eric Jaye - D'Agostino                                                  | DJ Green Lantern | 4:09 |
| 20.   | Little Square UBitchU (featuring Anitta)                            | - Broadus Jr. - Larissa Machado                                                         | TropKillaz       | 2:34 |
| 21.   | Ventalation (featuring Azjah, RJ & $tupid Young)                    | - Broadus Jr. - Asjah - Rodney Brown Jr. - Alex Pham                                    | Steelz           | 3:25 |
| 22.   | I Wanna Thank Me                                                    | - Broadus Jr. - Gilliam - Marknoxx                                                      | DJ Battlecat     | 3:41 |
| 75:23 |                                                                     |                                                                                         |                  |      |

## Samples
- Countdown contient des samples de Funky Worm des Ohio Players et de Uhh Ahh de Boyz II Men[6].
- First Place contient un sample de Lujon' de Henry Mancini.
- One Blood, One Cuzz contient un sample de One Love de Whodini.
- Focused contient un sample de Focus de H.E.R..
- So Misinformed contient un sample de Get Up, Stand Up de Bob Marley & The Wailers.
- I've Been Looking for You contient un sample de Everybody Loves the Sunshine de Roy Ayers.
- Rise to the Top contient un sample de Risin' to the Top de Keni Burke.
- I C Your Bullshit contient un sample de Rockit de Herbie Hancock.
- Do You Like I Do contient des samples de ORCH5 de David Vorhaus, Change the Beat (Female Version) de Beside et de Bitches Ain't Shit de Dr. Dre & Snoop Dogg feat. Daz Dillinger, Kurupt & Jewell.
- I Wanna Thank Me contient un sample de The Next Episode de Dr. Dre feat. Snoop Dogg, Nate Dogg & Kurupt.
- Turn Me On contient un sample de Independent de Webbie feat. Lil Boosie & Lil Phat (2007)
- Blue Face Hunnids contient un sample de I'm Good de YG.

## Classements hebdomadaires
| Pays et classement (2019)           | Meilleure position |
| ----------------------------------- | ------------------ |
| Australie - (ARIA - digital)        | 25                 |
| Belgique (Flandre Ultratop)         | 63                 |
| Canada (Canadian Albums)            | 83                 |
| Pays-Bas (Mega Album Top 100)       | 40                 |
| France (SNEP)                       | 129                |
| Suisse (Schweizer Hitparade)        | 23                 |
| États-Unis (Billboard 200)          | 76                 |
| États-Unis (Top R&B/Hip-Hop Albums) | 41                 |